# Ewa Sonnet
Ewa Sonnet, właśc. Beata Kornelia Dąbrowska (ur. 8 marca 1985 w Rybniku) – polska fotomodelka erotyczna, kiedyś piosenkarka pop.

## Życiorys
W 2003 została fotomodelką topless, współpracowała m.in. z agencją Busty Poland i miesięcznikiem „CKM”. W 2005 została dostrzeżona przez Roberta Jansona, z którego pomocą wydała swój debiutancki singel – „... i RNB”. W październiku 2006 wydała swój debiutancki album pt. Nielegalna, na którym umieściła 11 utworów skomponowanych przez Jansona. W 2007 uczestniczyła w pierwszej edycji programu rozrywkowego TVP2 Gwiazdy tańczą na lodzie. W 2012 opublikowała teledysk do piosenki „Listen”. Pracuje jako fotomodelka erotyczna i umieszcza materiały na platformie erotycznej OnlyFans.

## Dyskografia
Albumy
| Rok  | Tytuł                                                                                   |
| ---- | --------------------------------------------------------------------------------------- |
| 2006 | Nielegalna - Data: 16 października 2006 - Wydawca: IFactory Sp. z o.o./EMI Music Poland |

Single
| 2005                             | „...i RNB”            | 41 |
| 2006                             | „Nie zatrzymasz mnie” | –  |
| 2007                             | „Cry Cry”             | –  |
| 2007                             | „Listen”              | –  |
| 2009                             | „Close The Door”      | –  |
| „ – ” pozycja nie była notowana. |                       |    |